# Cavalier de cœur
Le cavalier de cœur est une carte à jouer qui fait partie du jeu de tarot.
Carte des cœurs, le cavalier de cœur précède le valet de cœur et suit la dame de cœur. Les cavaliers sont des cartes intercalaires entre les valets et les dames spécifiques au tarot.
Le cavalier de cœur est un « habillé » qui vaut 2 ½ points. À la différence des jeux de 32 et 52 cartes français, le jeu de tarot ne mentionne aucun nom pour les figures et le cavalier de cœur n'est pas rattaché à une personnalité historique.